# Station Libourne
Station Libourne is een spoorwegstation in de Franse gemeente Libourne.